# Nikola Genadiew

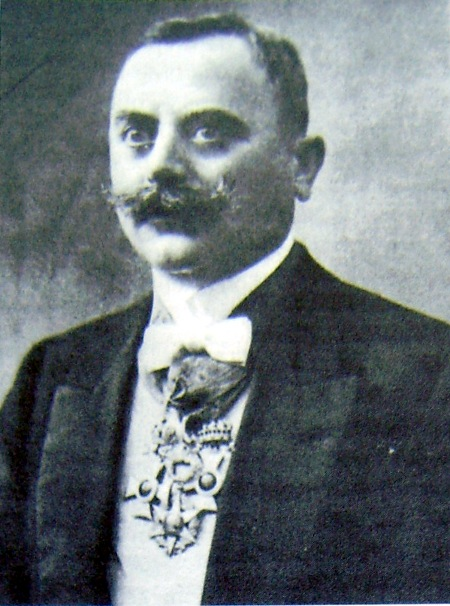
Nikola Genadiew

Nikola Iwanow Genadiew (auch Nikola Ivanov Genadiev geschrieben, bulgarisch Никола Иванов Генадиев; * 1. Dezember 1868 in Bitola (heute in Nordmazedonien); † 30. Oktober 1923 in Sofia, Bulgarien) war ein bulgarischer Politiker, Außenminister und Vorsitzender der Volksliberalen Partei. Er hatte zwei Brüder (Chariton und Pawel) und eine Schwester. Genadiew wurde von bulgarischen Nationalisten aus Makedonien am 30. Oktober 1923 in Sofia umgebracht. Sein Großvater, Genadij von Veles, war der erste bulgarische Metropolit vom makedonischen Veles.

## Leben

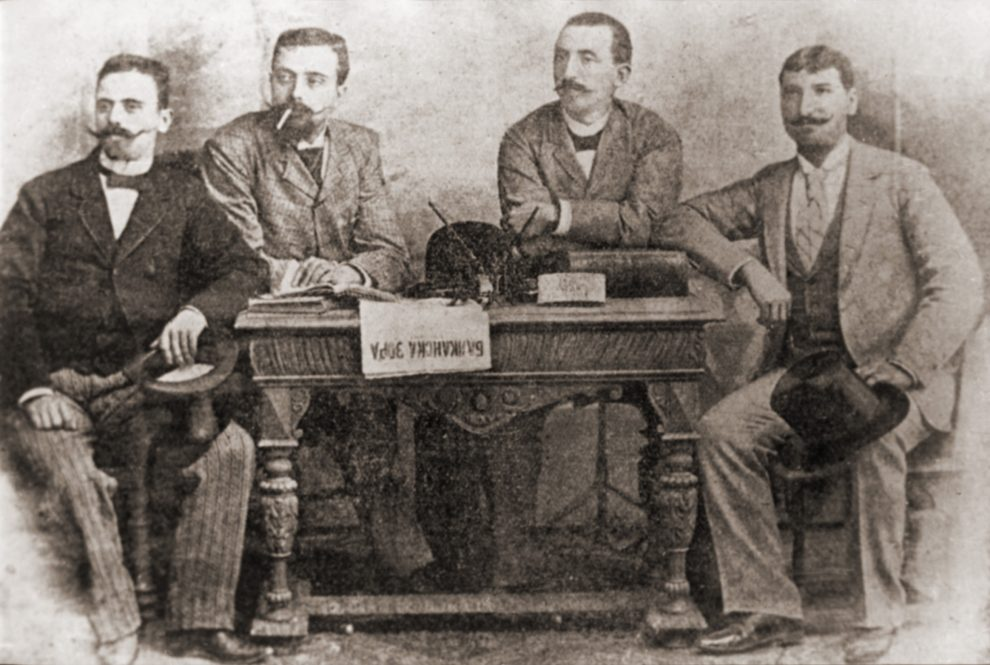
In der Redaktion der Zeitung Balkanska Sora, Gemälde:von links Nikola und Chariton Genadiew, Iwan Stojanowitsch, Wladimir Nedelew.

Nikola Genadiew wurde am 19. Novemberjul. / 1. Dezember 1868greg. in der makedonischen, zu diesem Zeitpunkt noch zum Osmanischen Reich zugehörigen Stadt Bitola (auch als Manastir bekannt) geboren. Sein Vater Iwan Genadiew war Aufklärer und Sekretär von mehreren hochrangigen Kirchenvorsteher. Seine Mutter hieß Wasilikija. Nikola besuchte zunächst die bulgarische Schule in Bitola. Als seine Familie 1876 nach Plowdiw umzog, besuchte er das dortige Männergymnasium. 1885 nahm Genadiew an der Vereinigung Bulgariens und als Freiwilliger am darauffolgenden Serbisch-Bulgarischen Krieg teil.
Nach dem Krieg ging Genadiew nach Brüssel, wo er an der dortigen Freien Universität Rechtswissenschaft studierte. 1891 beendete er sein Studium und zog nach Bulgarien zurück, wo er als Anwalt und Journalist in Plowdiw tätig war. Gemeinsam mit seinem Bruder Chariton gründete er die Zeitung Balkanska Sora (bulg.: Балканска зора, dt.: Balkan Morgengrauen). Ab 1892 war er politisch für die Volksliberale Partei aktiv. Zwischen 1903 und 1904 war Genadiew Justiz- und zwischen 1904 und 1908 Landwirtschaftsminister. In den Balkankriegen nahm er als Freiwilliger teil.
Gemeinsam mit den anderen liberalen Persönlichkeiten, Wassil Radoslawow und Dimitar Tontschew, war Genadiew 1913 Initiator des Koalitionskabinetts von Radoslawow. In diesem Kabinett selbst, nahm Genadiew den Posten des Außenministers. Einige Monate später wurde Genadiew von seinem Postens suspendiert. Ihm wurden Anfang 1914 angebliche Verfassungsverletzungen für sein früheres Mandat als Landwirtschaftsminister vorgeworfen. Vom bulgarischen Gericht wurde er jedoch freigesprochen. In der darauffolgenden Zeit vertrat er Positionen, die im Gegensatz zu deren der bulgarischen Machtelite standen, opponierte offen gegen die Bestrebungen König Ferdinands und forderte die Unterstützung der Entente.
1916 wurde Genadiew dennoch verurteilt. Der Grund: eine Veruntreuungsaffäre mit Getreide. Im Gefängnis lernte er den Oppositionsführer des bulgarischen „Bauernbundes“ und späteren Ministerpräsidenten Aleksandar Stambolijski kennen, der wegen der gleichen politischen Positionen im Gefängnis saß. Als gegen Kriegsende König Ferdinand auf Betreiben der Entente abdanken musste, trat sein Sohn Boris die Thronfolge an, der alle politischen Gefangenen, darunter Genadiew und Stambolijski begnadigte und aus der Haft entließ.
Nach seiner Entlassung führte Genadiew die Nationalliberale Partei an, die aus dem Zusammenschluss der Liberalen Partei (Radoslawowisten), der Volksliberalen Partei und der Jungliberalen Partei entstand. Als diese sich mit weiteren politischen Kräften, die mit der Politik des „Bauernbundes“ von Stambolijski unzufrieden waren und sich zum Demokratischen Eintracht (bulg. Демократически сговор/Demokratitscheski Sgowor) zusammenschlossen, trat Genadiew aus der Partei aus. Nach seinem Auftritt betrieb er die Gründung einer neuen Partei und vertrat nach dem Putsch vom 9. Juni 1923 erfolgreich mehrere Mitglieder des „Bauernbundes“ vorm Gericht. Am 30. Oktober 1923 wurde Nikola Genadiew von Dimitar Stefanow, Mitglied der bulgarischen Nationalisten aus Makedonien (→Innere Mazedonische Revolutionäre Organisation), die am 9. Juni putschten, ermordet.

## Bibliographie
- „Мемоари“ (zu dt. Memoiren, 1923)
- „Македония“ (zu dt. Makedonien, 1924)
- „Стамболов“ (zu dt. Stambolow, 1925)
- „Между политиката и властта, заговорите и затвора“ (zu dt. Zwischen der Politik und Macht, den Verschwörungen und dem Gefängnis)